# نوه سو-جين
نوه سو-جين (من مواليد 10 فبراير، 1962) وهو لاعب كرة قدم سابق من كوريا الجنوبية.
وكان جزء من المنتخب الكوري الجنوبي الوطني لكرة القدم الذي شارك في كأس العالم لكرة القدم في عام 1986، 1990. كما كان عضوا في الألعاب الأولمبية الصيفية 1988 وكأس آسيا 1988.
وفي الصعيد المحلي فاز بالدوري الكوري عام 1989 مع نادي جيجو يونايتد.

## وصلات خارجية
- نوه سو-جين على موقع الاتحاد الدولي (مؤرشف)  (الإنجليزية)
- نوه سو-جين على موقع دوري كوريا الجنوبية (الإنجليزية)
- نوه سو-جين على موقع ناشيونال فوتبول تيمز (الإنجليزية)
- نوه سو-جين على موقع Soccerway.com (الإنجليزية)
- نوه سو-جين على موقع أوليمبيديا (الإنجليزية)